# Musée des beaux-arts (Nantes)
Il Musée des beaux-arts de Nantes è un museo pubblico dell'omonima città francese, fondato nel 1801, con una vasta collezione di pitture e sculture che spazia dalle opere dei primitivi italiani a quelle di artisti contemporanei.

## Storia
Il museo delle belle arti di Nantes fu creato in seguito all'arrêté Chaptal, un decreto consolare del 14 fruttidoro dell'anno IX (1º settembre 1801) che istituiva quattordici musei provinciali in Francia. Inizialmente il museo era costituito soprattutto dalla ricca collezione privata raccolta da François Cacault e conservata nel museo-scuola di Clisson. Dal 1980 è uno dei cinque principali musei regionali, insieme ai musei di Lione, Bordeaux, Tolosa e Lilla.
Il museo fu aperto al pubblico nel 1830; la vecchia sede era in rue du Calvaire, nei pressi dell'antico Marché de Feltre. Dal 1893 il museo è ospitato in rue Clemenceau in un edificio della fine del XIX secolo, dichiarato nel 1975 «monumento storico». Dal 18 dicembre 2011 la sede di rue Clemenceau resterà chiusa per un periodo tempo stimato in 18-24 mesi per l'esecuzione di lavori di ristrutturazione in seguito ai quali, nell'autunno 2013, il Musée des beaux-arts de Nantes si trasformerà nel Musée d'Art de Nantes

## Collezioni

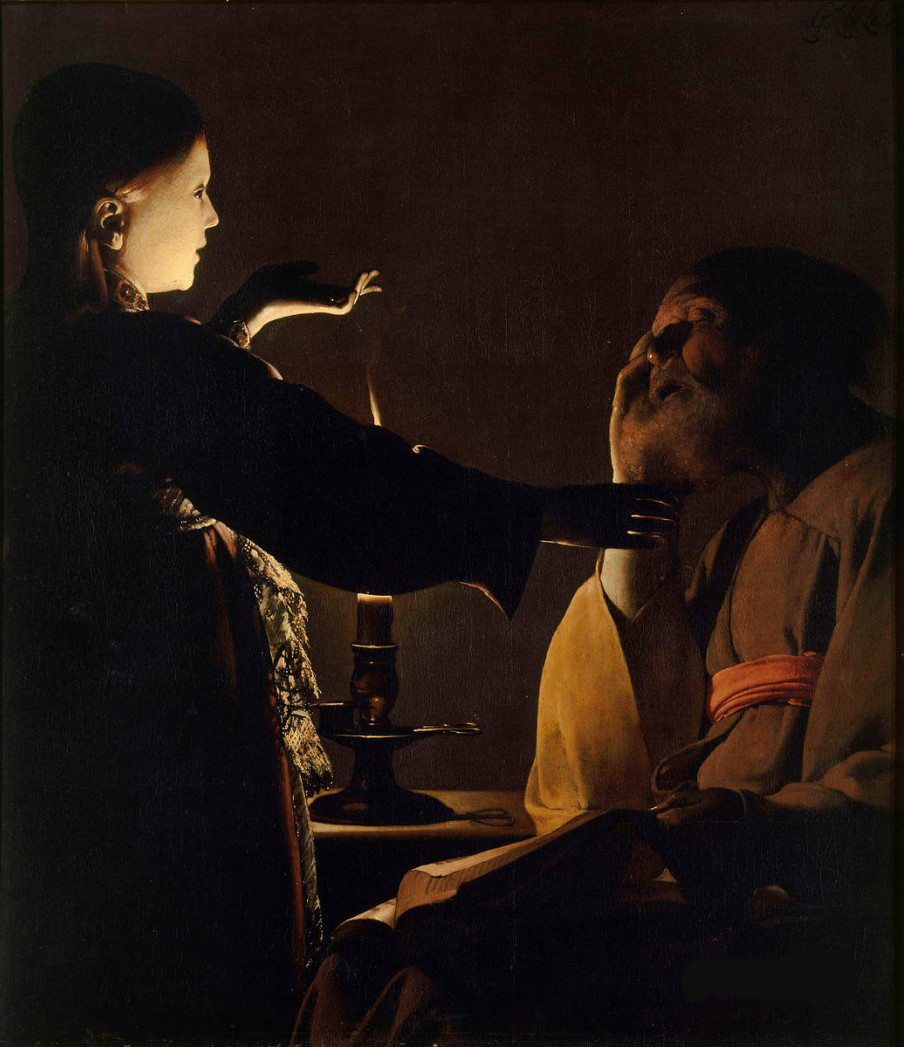
Georges de La Tour, Il sogno di San Giuseppe (1628-1645).

Le collezioni riguardono soprattutto la pittura europea, con opere dal Duecento al periodo contemporaneo. I punti forti della collezione sono i primitivi italiani, il Seicento, l'Ottocento e l'arte contemporanea. Tra gli artisti rappresentati spiccano Bernardo Daddi, Cosmè Tura, Il Perugino, Andrea Solario, Leandro Bassano, Tintoretto e Annibale Carracci per l'arte italiana dai Primitivi al Cinquecento. Per il Seicento si distingue soprattutto la figura di Georges de La Tour con un insieme famoso di tre opere (furono le prime ad essere attribuite con certezza all'artista alla fine dell'Ottocento, permettendo la sua riscoperta) ma si trovano inoltre opere importanti di Guido Reni, Orazio Gentileschi (Diana cacciatrice), Peter Paul Rubens, Luca Giordano, Simon Vouet e Philippe de Champaigne. Il Settecento francese è rappresentato da Antoine Watteau, Jean-Baptiste Greuze e Claude Joseph Vernet. L'Italia è presente con Giovanni Paolo Pannini, Francesco Trevisani e Antonio Canova. Per l'Ottocento, dal neoclassicismo all'impressionismo, si trovano opere di Antoine-Jean Gros, Ingres, Eugène Delacroix, Camille Corot, Théodore Rousseau, Gustave Courbet (Le vagliatrici di grano), Eugène Boudin, Alfred Sisley, Auguste Renoir, Edward Burne-Jones, Odilon Redon, Émile Bernard, Paul Sérusier. Il Novecento conclude il percorso con quadri di Claude Monet, Paul Signac, Raoul Dufy, Albert Marquet, Alberto Magnelli, Fernand Léger, Wassily Kandinsky con un importante insieme di undici opere, Max Ernst e Pablo Picasso.

## Galleria d'immagini

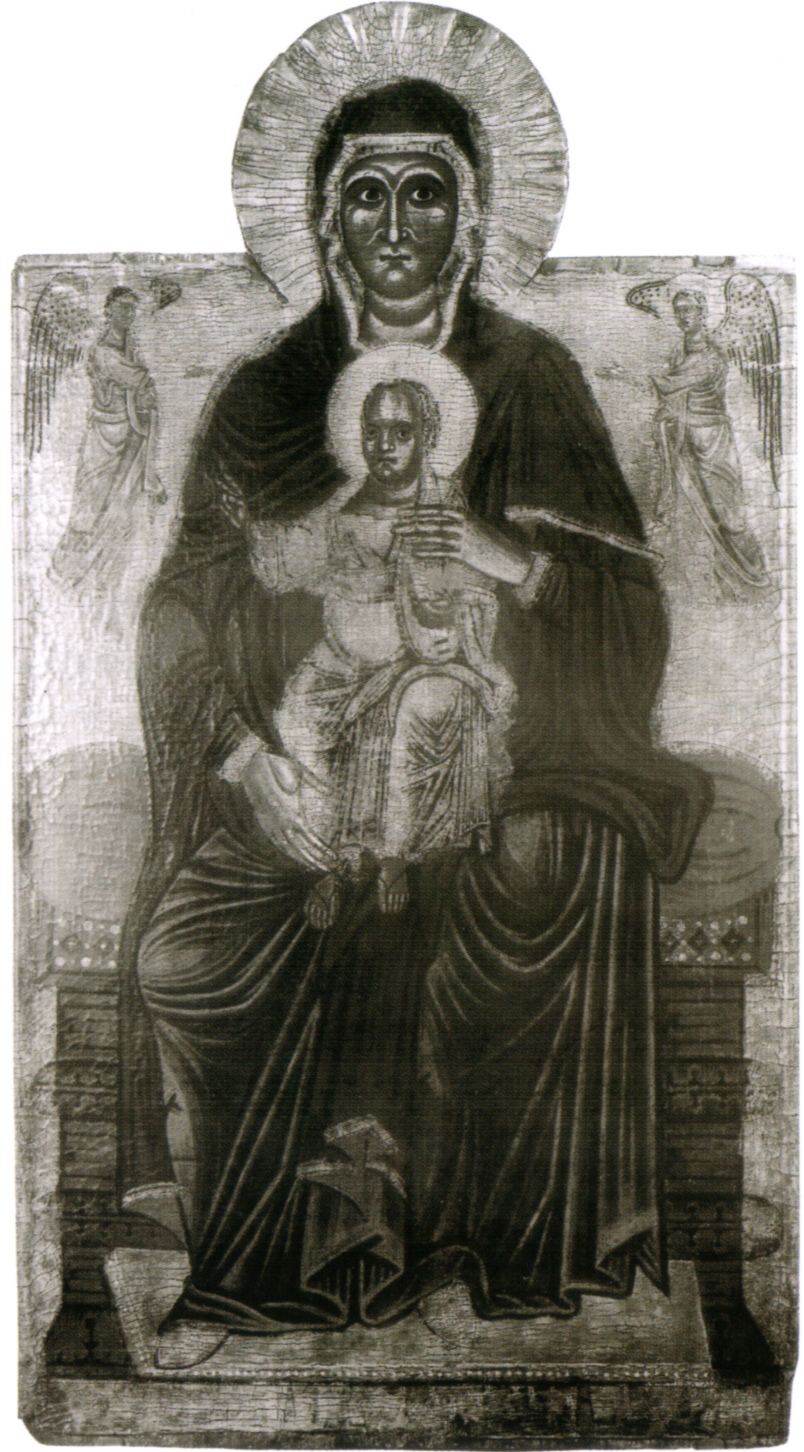
Maestro del Bigallo
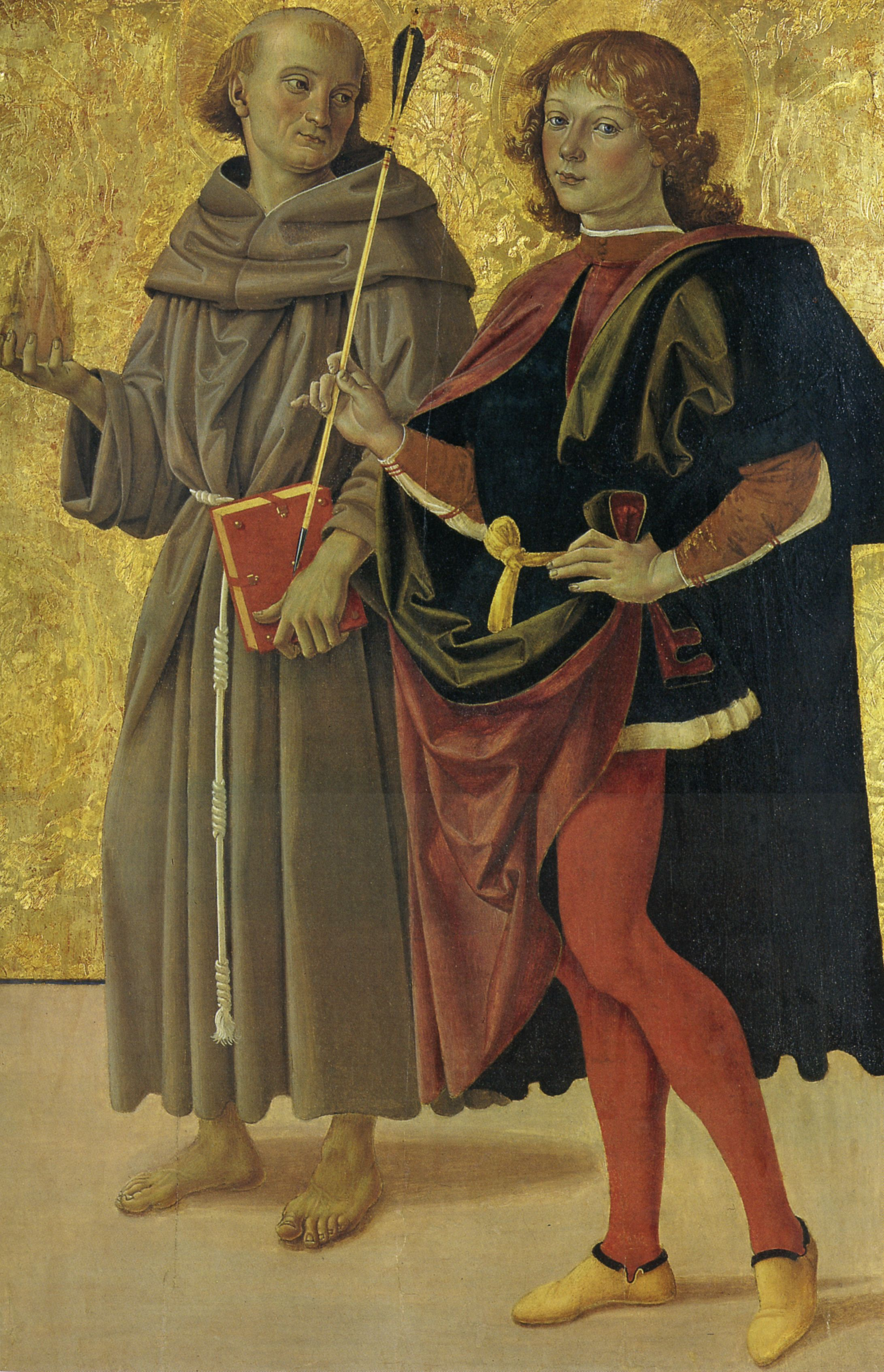
Pietro Perugino
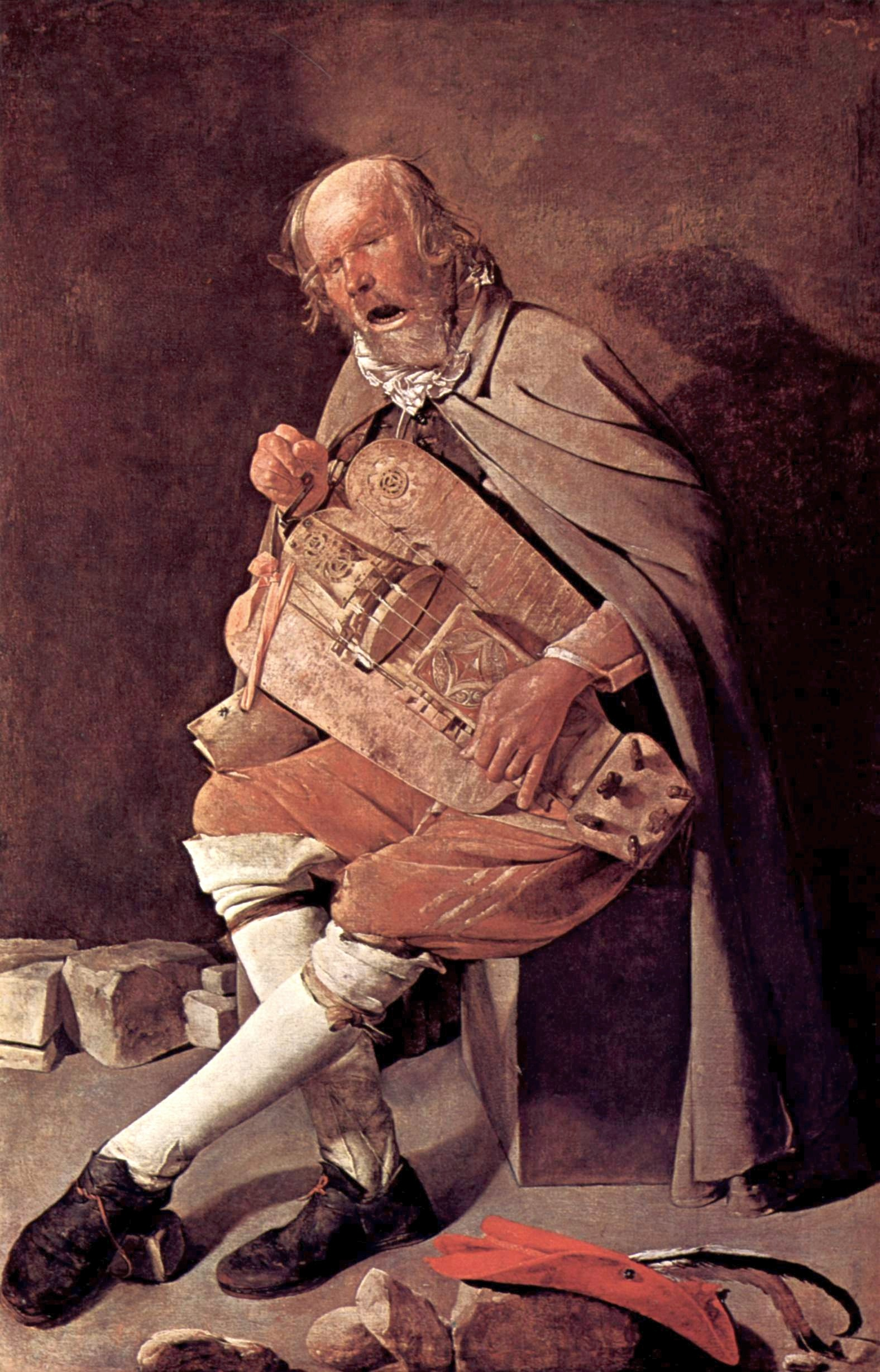
Georges de La Tour
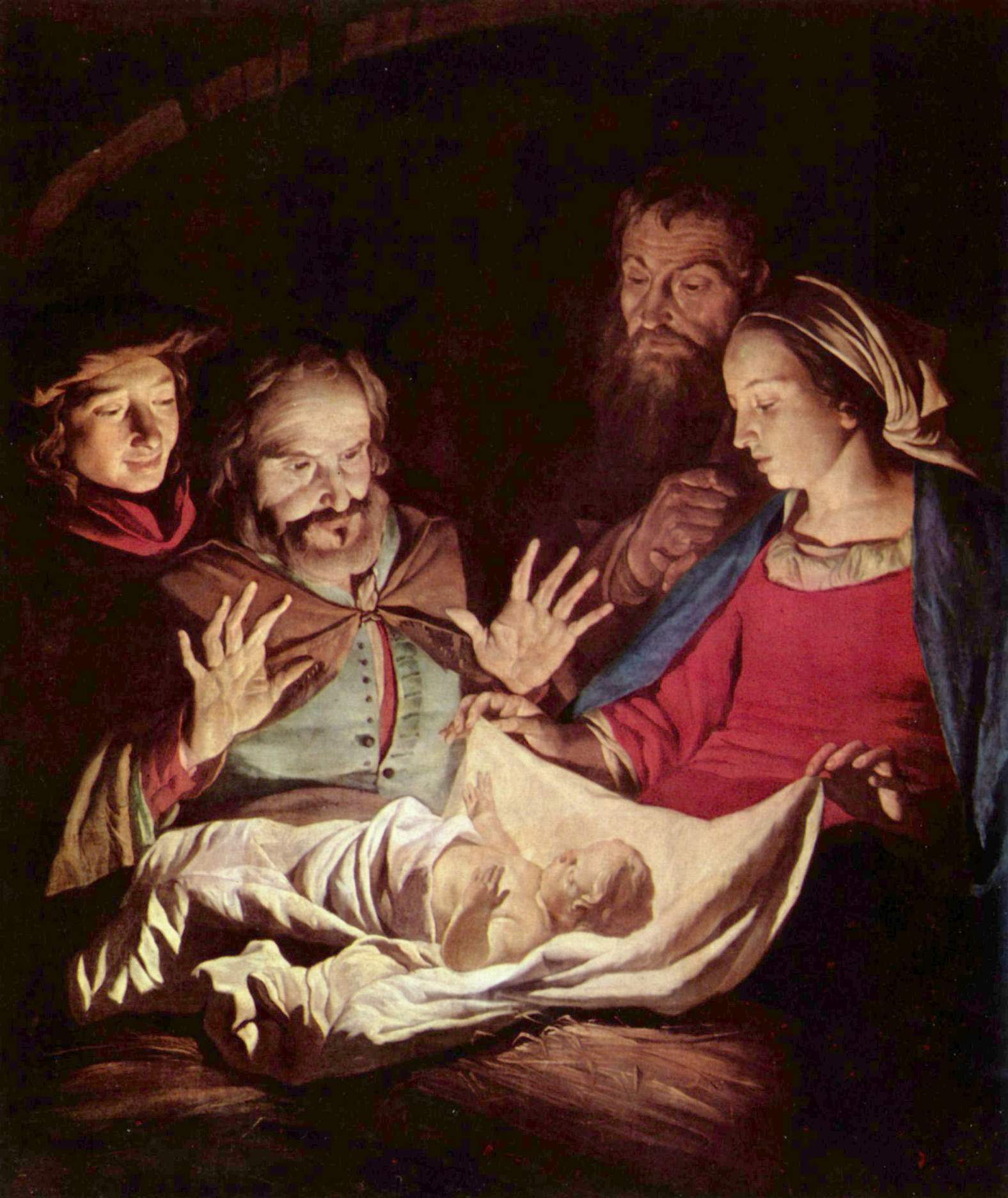
Matthias Stom
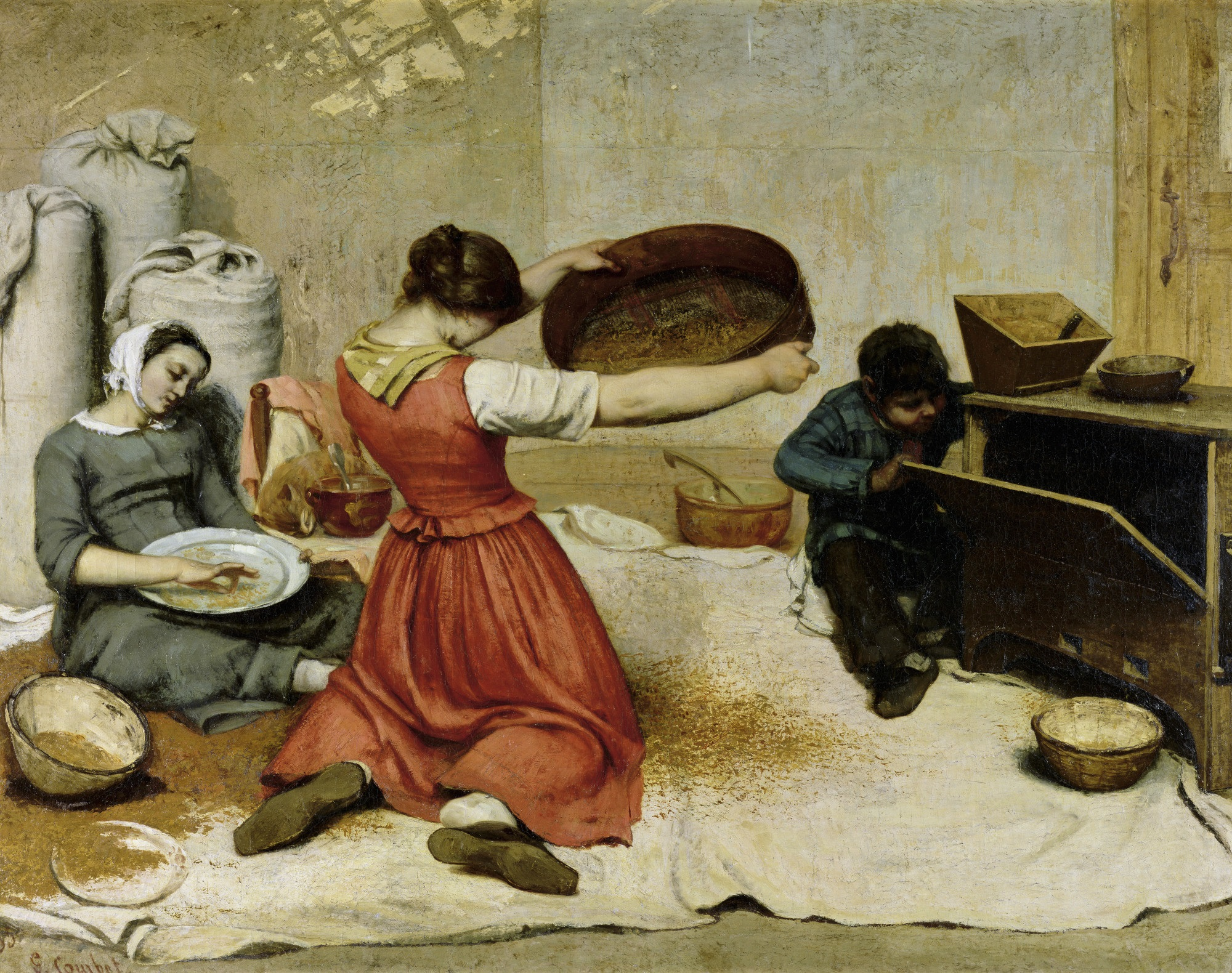
Gustave Courbet
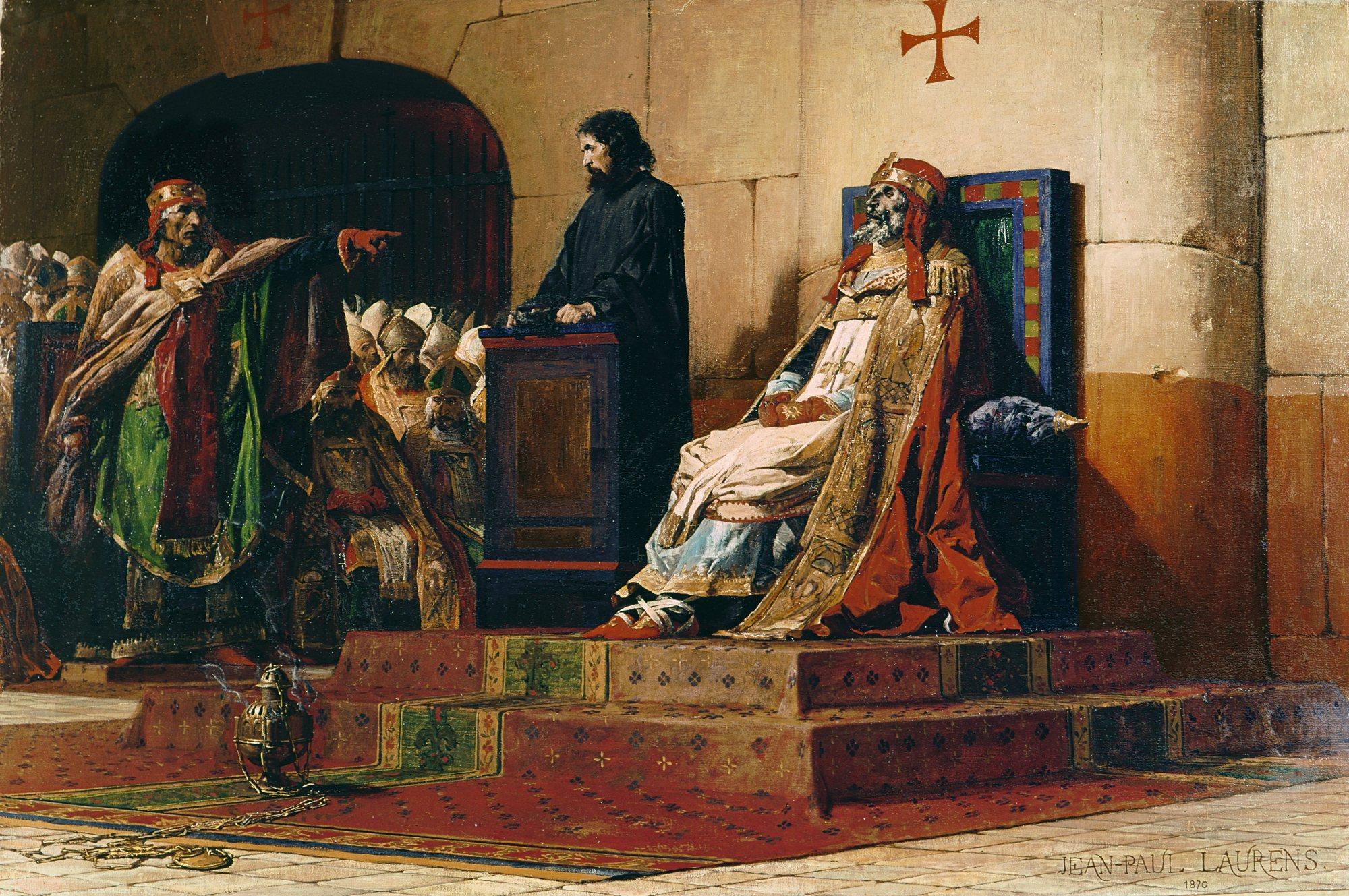
Jean Paul Laurens
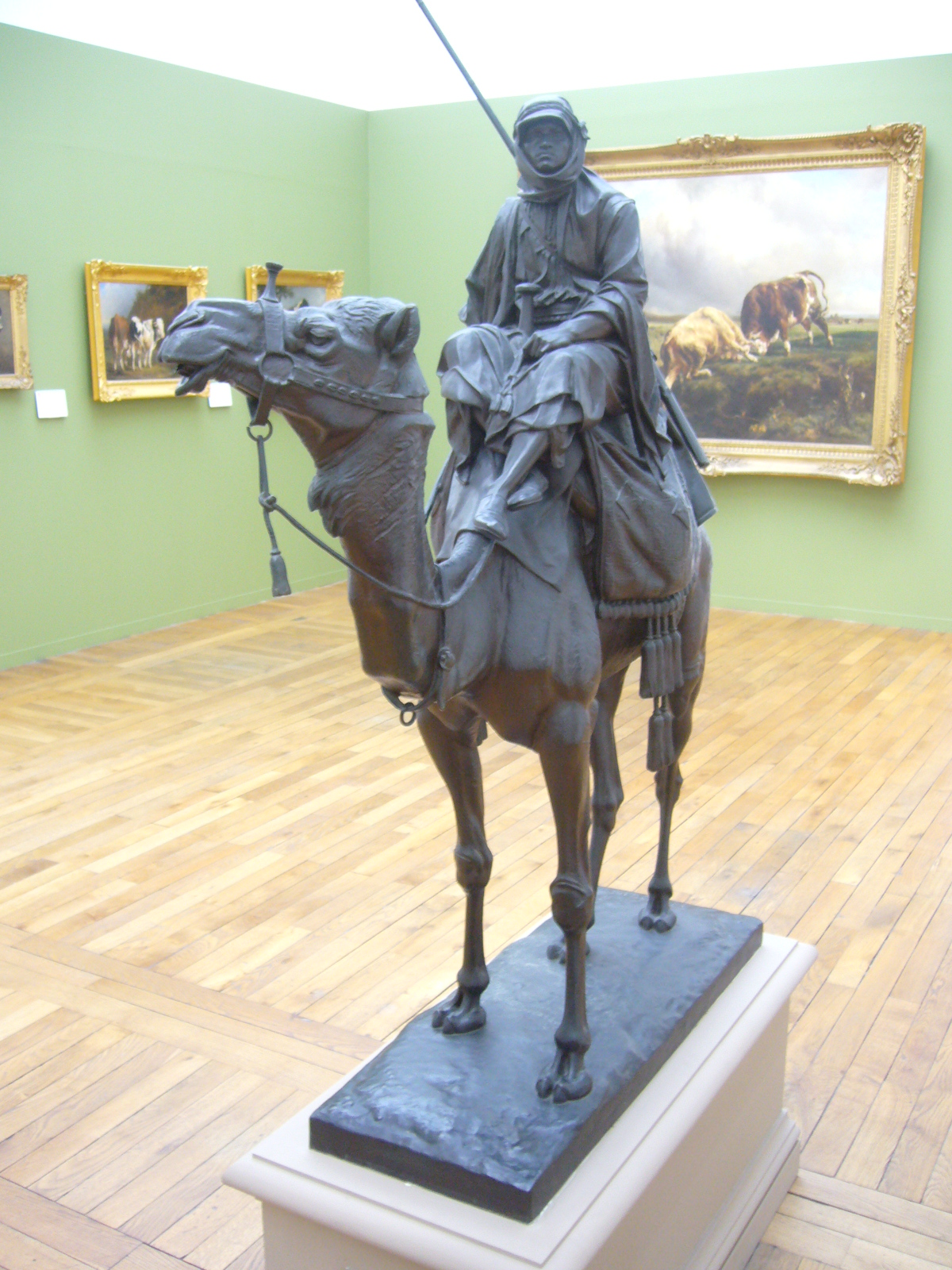
Alfred Jacquemart
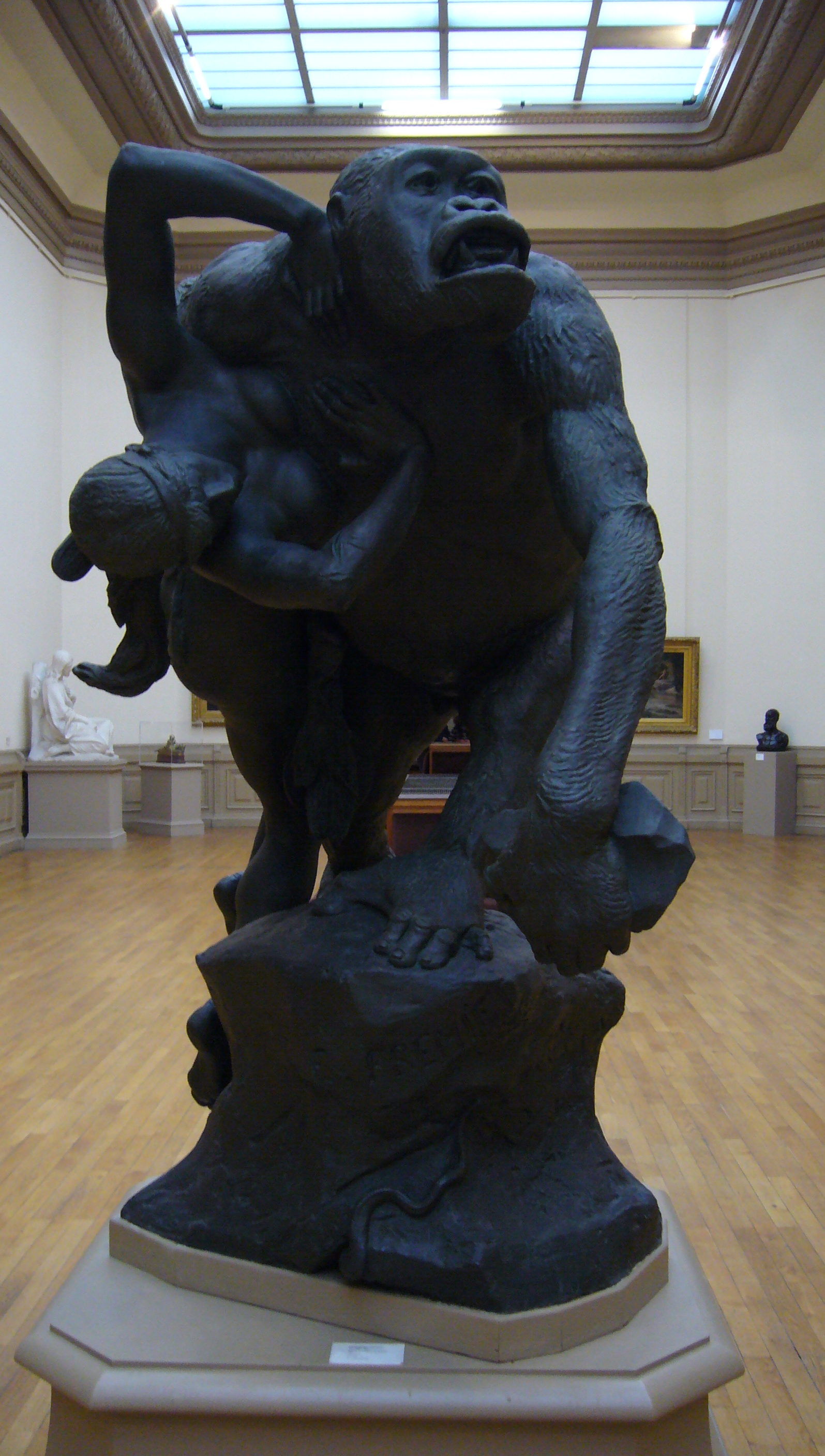
Emmanuel Fremiet